# National Youth Competition 2011
Die National Youth Competition 2011 (aus Sponsoringgründen auch als Toyota Cup 2011 bezeichnet) war die vierte Saison der National Youth Competition, der australisch-neuseeländischen U-20-Rugby-League-Meisterschaft. Den ersten Tabellenplatz nach Ende der regulären Saison belegten die New Zealand Warriors, die im Finale 31:30 gegen die North Queensland Cowboys gewannen. Die Warriors gewannen damit zum zweiten Mal die National Youth Competition.

## Tabelle
|      | Team                          | Spiele | Siege | Unent. | Ndlg. | Spiel- punkte | Diff. | Tabellen- punkte |
| ---- | ----------------------------- | ------ | ----- | ------ | ----- | ------------- | ----- | ---------------- |
| 01.  | New Zealand Warriors          | 24     | 19    | 1      | 4     | 851:494       | + 357 | 43               |
| 02.  | North Queensland Cowboys      | 24     | 17    | 0      | 7     | 758:509       | + 249 | 38               |
| 03.  | Cronulla-Sutherland Sharks    | 24     | 16    | 1      | 7     | 707:600       | + 107 | 37               |
| 04.  | Melbourne Storm               | 24     | 16    | 0      | 8     | 678:517       | + 161 | 36               |
| 05.  | Sydney Roosters               | 24     | 15    | 1      | 8     | 639:523       | + 116 | 35               |
| 06.  | Canterbury-Bankstown Bulldogs | 24     | 14    | 0      | 10    | 659:458       | + 201 | 32               |
| 07.  | Wests Tigers                  | 24     | 12    | 2      | 10    | 607:529       | + 78  | 30               |
| 08.  | Newcastle Knights             | 24     | 12    | 1      | 11    | 638:660       | - 22  | 29               |
| 09.  | Brisbane Broncos              | 24     | 11    | 2      | 11    | 752:551       | + 201 | 28               |
| 010. | Penrith Panthers              | 24     | 12    | 0      | 12    | 558:709       | - 151 | 28               |
| 011. | St. George Illawarra Dragons  | 24     | 10    | 2      | 12    | 562:594       | - 32  | 26               |
| 012. | Parramatta Eels               | 24     | 10    | 1      | 13    | 547:556       | - 9   | 25               |
| 013. | Canberra Raiders              | 24     | 8     | 1      | 15    | 683:749       | - 66  | 21               |
| 014. | Gold Coast Titans             | 24     | 5     | 1      | 18    | 467:779       | - 312 | 15               |
| 015. | South Sydney Rabbitohs        | 24     | 4     | 1      | 19    | 454:881       | - 427 | 13               |
| 016. | Manly-Warringah Sea Eagles    | 24     | 4     | 0      | 20    | 432:843       | - 411 | 12               |

- Da in dieser Saison jedes Team zwei Freilose hatte, wurden nach der Saison zur normalen Punktezahl noch 4 Punkte dazugezählt.

## Playoffs

### Ausscheidungs/Qualifikationsplayoffs
| 9. September 17:15 | North Queensland Cowboys | 48 : 26 | Wests Tigers | ANZ Stadium, Sydney |
| 9. September 17:15 |                          |         |              | ANZ Stadium, Sydney |

| 10. September 16:00 | New Zealand Warriors | 54 : 6 | Newcastle Knights | Suncorp Stadium, Brisbane |
| 10. September 16:00 |                      |        |                   | Suncorp Stadium, Brisbane |

| 10. September 18:00 | Cronulla-Sutherland Sharks | 28 : 12 | Canterbury-Bankstown Bulldogs | Sydney Football Stadium, Sydney |
| 10. September 18:00 |                            |         |                               | Sydney Football Stadium, Sydney |

| 11. September 13:30 | Melbourne Storm | 26 : 10 | Sydney Roosters | AAMI Park, Melbourne |
| 11. September 13:30 |                 |         |                 | AAMI Park, Melbourne |

### Viertelfinale
| 16. September 17:15 | Cronulla-Sutherland Sharks | 14 : 4 | Sydney Roosters | Sydney Football Stadium, Sydney |
| 16. September 17:15 |                            |        |                 | Sydney Football Stadium, Sydney |

| 17. September 16:15 | Canterbury-Bankstown Bulldogs | 22 : 20 | Melbourne Storm | Suncorp Stadium, Brisbane |
| 17. September 16:15 |                               |         |                 | Suncorp Stadium, Brisbane |

### Halbfinale
| 23. September 17:15 | North Queensland Cowboys | 38 : 14 | Cronulla-Sutherland Sharks | Sydney Football Stadium, Sydney |
| 23. September 17:15 |                          |         |                            | Sydney Football Stadium, Sydney |

| 24. September 17:15 | New Zealand Warriors | 64 : 0 | Canterbury-Bankstown Bulldogs | AAMI Park, Melbourne |
| 24. September 17:15 |                      |        |                               | AAMI Park, Melbourne |

### Grand Final
| 2. Oktober 2010 14:00 | New Zealand Warriors | 31 : 30 | North Queensland Cowboys | ANZ Stadium, Sydney |
| 2. Oktober 2010 14:00 |                      |         |                          | ANZ Stadium, Sydney |